# Schlammstabilisierung
Schlammstabilisierung ist ein Begriff aus der Klärtechnik. Es geht dabei darum, dass die biologischen Prozesse im Klärschlamm so weit gehemmt oder unterbunden werden, dass er praktisch inaktiv wird und es zu keinen weiteren Abbauprozessen kommt. In der Regel dient das zur Unterbindung von Geruchsemissionen, aber auch dem Abbau pathogener Keime. In der Praxis werden dabei die im Klärschlamm enthaltenen organischen Substanzen abgebaut (mineralisiert) und dadurch der Schlamm biochemisch stabilisiert. Es gibt aber auch die Möglichkeit, dies chemisch, ohne Mineralisierung, zu erreichen.

## Aerobe Schlammstabilisierung
Bei der aeroben Schlammstabilisierung wird das Schlamm-Wasser-Gemisch entweder im Belebungsbecken oder in einem extra dafür vorgesehenen Behälter ohne weitere oder nur geringe Nährstoffzugabe weiter belüftet. Die im Schlamm enthaltenen Mikroorganismen bauen daraufhin alle für sie verfügbaren organischen Verbindungen (BSB) und Reserven ab, bis im Schlamm kaum noch weitere Bestandteile enthalten sind, die faulen könnten. Dabei wird der Schlamm um bis zu 30 % reduziert. Ist der Prozess abgeschlossen, haben die Bakterien ihren Stoffwechsel aufgrund des Nahrungsmangels so weit heruntergefahren, dass sie in eine Art Ruhezustand versetzt sind und kaum noch biologische Aktivität vorhanden ist.

### Simultane Schlammstabilisierung
Bei manchen kleineren Kläranlagen wird dieser Prozess durch die niedrige Belastung simultan zur Klärung angewandt und dabei der Überschussschlamm weitgehend stabilisiert. Dies hat neben der einfacheren Bauweise der Anlage den Vorteil, dass zum einen das Schlammvolumen verringert wird und zum anderen der Schlamm ohne größere Geruchsbelästigung entwässert, gelagert oder transportiert werden kann.

### Stabilisation durch Langzeitbelüftung
Bei diesem Prozess wird der Belebtschlamm über einen langen Zeitraum belüftet. Da die Geschwindigkeit der biologischen Abbauprozesse mit der Zeit abnimmt, muss der Schlamm bei kommunalen Abwässern auch aufgrund der vorhandenen Feststofffracht bis zu einem Schlammalter von 25 Tagen stabilisiert werden, um eine ausreichende Reduzierung der biologischen Aktivität zu erreichen. Da gewöhnlich dabei auf eine Vorklärung verzichtet wird, entsteht dabei kein Primärschlamm. Der Nachteil des Verfahrens im kommunalen Bereich liegt darin, dass es energetisch aufwändig ist. So geht Biomasse verloren, die im Faulturm Biogas erzeugen würde. Zudem wird bei dem Belüften viel Energie verbraucht.

### Weitere Anwendungen der aeroben Schlammstabilisierung
Durch die Stabilisierung wird der Schlamm lagerfähig, ohne zu faulen. Er kann dadurch zum Beispiel für folgende Einsätze bei industriellen Anlagen mit zeitweiligem Betrieb aufbewahrt werden. Sobald er wieder mit Nährstoffen versorgt und belüftet wird, wird er wieder aktiv und kann nach kurzer Zeit wieder seine Aufgabe erfüllen.

## Anaerobe Schlammstabilisierung

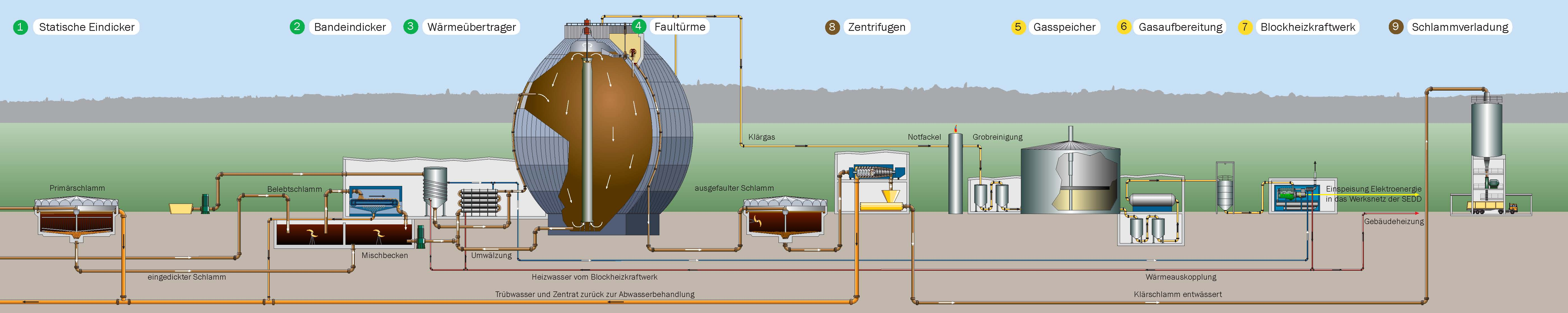
Fließbild der Schlammbehandlung auf der Kläranlage Dresden-Kaditz

Nach der novellierten der kommunalen Abwasserrichtlinie (EU) 2024/3019 (KARL) soll der Sektor der kommunalen Abwasserbehandlung bis 2045 energieneutral sein. Nun beinhalten die Kläranlagen in der EU 87.500 GWh pro Jahr an chemische Energie, die sich zu einem großen Teil im Klärschlamm befindet. Je nach angewandtem Verfahrensschritt in der Klärtechnik, kann diese Energie im Klärschlamm verstärkt nutzbar gemacht werden.
Ein wichtiger Bestandteil dabei ist die Schlammfaulung unter anaeroben Bedingungen. Dabei wird der zu behandelnde Schlamm (Primär- und Sekundärschlamm) in einem Faulturm unter Luftabschluss unter Freisetzung von Klärgas und Erzeugung von Faulschlamm umgesetzt. Zum einen wird dabei die zu behandelnde Masse verringert, zum anderen kann das Klärgas in BHKWs verstromt werden kann.
Ein vereinfachtes Prinzip der anaerobe Schlammstabilisierung bietet der Emscherbrunnen. Er wird allerdings kaum noch benutzt.

## Chemische Schlammstabilisierung
Bei der chemischen Schlammstabilisierung wird der pH-Wert des Schlammes meist durch Zugabe von Brandkalk stark auf ca. 12 erhöht. Damit wird der biologische Abbau gehemmt.

## Thermische Schlammstabilisierung
Mit der thermischen Stabilisierung meint man in der Regel die Trocknung. Sie ist eine Pseudo-Stabilisierung, da dabei nicht die Zusammensetzung der Nährstoffe verändert wird. Sie ist aber ein wichtiger Schritt, um den Schlamm einer thermischen Verwertung zuzuführen (Verbrennung oder Vergasung). Allerdings ist dabei darauf zu achten, dass ein ausreichender Trocknungsgrad erreicht wird. Ist der Feuchtigkeitsgehalt im Trockengut zu hoch, kann es durch biologische Aktivität zur Wärmeentwicklung bis hin zur Selbstentzündung kommen. Entsprechend sind solche Brände auch nicht mit Wasser zu löschen.